# Гран-прі Сочі (велогонка)
Гран-прі Сочі (рос. Гран-при Сочи) — щорічна багатоденна шосейна велогонка, що проходить в Краснодарському краї, Росія. З 2000-х років гонка входить в календар UCI Europe Tour і має другу категорію. Вона проходить у другій половині квітня, до 2008 року включно проводилася на чорноморському узбережжі. Через олімпійське будівництво в 2009 році гонка не проводилася, замість цього була проведена Кубанська багатоденка. У 2010 році відбувся Гран-прі Адигеї, позиціонувався як прямого спадкоємця Гран-прі Сочі. Проте в 2011 році за 2 тижні до Адигейської гонки почався Гран-прі Сочі, і тепер в квітні на півдні Росії проводяться 2 багатоденки другої категорії. Так як гонка 2008 року була 55-м Гран-прі Сочі, а 2011 - 57-м, то 56-м мабуть є Кубанська гонка.

## Останні переможці
- 2012:  Іван Стевич
- 2011:  Бьорн Шредер (Nutrixxion Sparkasse)
- 2010: не проводилася
- 2009:  Дмитрій Самохвалов (Кубанська багатоденка)
- 2008:  Дірк Мюллер (Team Sparkasse)
- 2007:  Алексей Шмідт (Moscow Stars)
- 2006:  Сергій Колесніков (Omnibike Dynamo Moscow)
- 2005:  Александр Хатунцев (Omnibike Dynamo Moscow)

- Гран-прі Сочі [Архівовано 3 березня 2016 у Wayback Machine.] на cyclingarchives.com
- Кубанська багатоденка [Архівовано 3 березня 2016 у Wayback Machine.] на cyclingarchives.com